# 顧光旭
顧光旭（1731年—1797年），字华阳，号晴沙，又号响泉，江苏无锡人。清朝官員、诗人。乾隆壬申進士，官至涼莊兵備道，署四川按察使。

## 生平
顾可久八世孙。乾隆十七年（1752年）中式癸丑科进士。授户部主事，晋员外郎。歷官監察御史、給事中、甘肃寧夏府、平涼府知府，涼莊兵備道，署四川按察使。

## 著作
顧光旭工詩，有《响泉集》、《梁溪诗钞》。《清史稿》有傳。

### 代表诗作
- 《宿伏虎寺》

山僧伏虎后，无虎亦无僧。
古雪看人迹，明星是佛镫。
乌呼千涧月，猿啸万年藤。
一榻峨峰下，心知最上乘。
- 《书生》

书生岂必便鞍马，上将何妨解佩刀。
汉高犒师忧灞上，屈瑕举趾狃蒲骚。
千金裘敝吾将老，两石弓开客自豪。
擒纵应须筹策定，莫烦西顾圣心劳。
- 《高唐观》
- 朝云暮雨自高唐，宋玉微辞讽楚襄。
- 岂谓骚人真弟子，祇将词赋媚君王。
- 千秋文藻归残梦，八月天河落晓霜。
- 惆怅荒台寻不得，郢门烟树郁苍苍。

## 延伸阅读
[在维基数据编辑]
 《清史稿/卷336》，出自趙爾巽《清史稿》
 在维基共享资源阅览影像

## 外部連結
- 顧光旭 （页面存档备份，存于） 中研院史語所